# ルーンウルフは逃がさない!
『ルーンウルフは逃がさない！』（ルーンウルフはにがさない）は新井輝の日本のライトノベル。イラストはみさくらなんこつ。ファミ通文庫（エンターブレイン）より2001年4月から2003年4月まで刊行された。

## ストーリー
通称"脱がしのライセンス"を持つディーン・アッシュが魔字回収のために駆け回る心臓バクバクのコミカルファンタジーストーリー。 

## 登場人物
ディーン・アッシュ
星座魔字捜査官（ルーン・チェイサー）。神殿から飛び出した星座魔字（スター・ルーン）を少女の体内から取り戻して回っている。
服を脱がせて女性から恨みを買っており、しばしば誤解されている。

## 既刊一覧
- 新井輝（著）・みさくらなんこつ（イラスト）、エンターブレイン〈ファミ通文庫〉、全5巻
  - 『ルーンウルフは逃がさない！』、2001年4月20日発売[1]、ISBN 4757704062
  - 『ルーンウルフは逃がさない！2』、2001年08月20日発売[2]、ISBN 4757705328
  - 『ルーンウルフは逃がさない！3』、2001年12月20日発売[3]、ISBN 4757706596
  - 『ルーンウルフは逃がさない！4』、2002年3月20日発売[4]、ISBN 4757708009
  - 『ルンウル！ ルーンウルフはBカップ？』、2003年4月19日発売[5]、ISBN 4757714238